# アンドレ・モーロワ
アンドレ・モーロワ（André Maurois, 1885年7月26日　ノルマンディー地方エルブーフ Elbeuf - 1967年10月9日　ヌイイ＝シュル＝セーヌ）は、フランスの小説家、伝記作者、評論家。本名はエミール・サロモン・ヴィレルム・エルゾグ（Émile Salomon Wilhelm Herzog）で、ユダヤ系フランス人である。

## 生涯
ルーアンのコルネイユ高等学校（Lycée Corneille, Lycée Pierre-Corneille）卒業。アランに師事していた。第一次世界大戦には英語通訳官として出征する。1918年、処女作『ブランブル大佐の沈黙　Les silences du colonel Bramble』で認められ、以後アランの哲学の通俗化を基本としつつ広い教養、穏健な良識、柔軟な文体で小説、歴史、評論、伝記を書いた。小説では『気候　Climats』『血筋のめぐり　Le cercle de famille』などが知られるが、小説的伝記と呼ばれる作品『シェリィ伝　Ariel,ou la vie de Shelley』『ディズレーリ伝　La vie de Disraëli』をはじめとして、バイロン、トゥルゲーネフ、ヴォルテールなどの評伝が広く愛読された。イギリスの歴史・文学に詳しく、歴史作品『英国史　Histoire de l'Angleterre』（1937年）などがある。1927年と1930年から1年間アメリカに滞在し、1943年『米国史　Histoire des États-Unis』を出版する。また第二次世界大戦中はロンドン、アメリカにあり『フランス史　Histoire de la France』（1943年）などを発表した。

## 家族
1人目の妻はオックスフォード大学で勉強するロシア人のジャンヌ・マリー・ワンダである。彼女は1924年に敗血症で亡くなった。2人目の妻は、アナトール・フランスの愛人であったアルマン・ド・カイヤヴェ夫人の孫娘、また作家ガストン・アルマン・ド・カイヤヴェの娘のシモーヌ・ド・カイヤヴェである。

## 代表作
- 『天使と野獣　Ni ange ni bête』  1919年
- 『ショパン　Chopin』　1942年
- 『幸福な結婚　Sept visages de l'amour』　1946年
- 『回想録　Mémoires』  1948年
- 『ジョルジュ・サンドの生涯　Lelia ou la vie de George Sand』 1951年

## 主な訳書
- ヂスレリ伝 ヴヰクトリア朝の世相 長岡拡訳 刀江書院 1930
- うつろひ クリマ 朝倉季雄訳 芝書店 1935 「愛の風土」新潮文庫
- アリエル シエリイの生涯 山室静訳 耕進社 1935
- 魂を衡る男 原百代訳 作品社 1935
- バイロン 木村毅訳 改造社 1935
- 結婚・友情・幸福 河盛好蔵訳 岩波新書 1939　のち新潮文庫
- ポール・ヴァレリイの方法序説 平山正訳 仏蘭西文芸思潮叢書 白水社　1939
- 英国史 水野成夫、浅野晃・和田顕太郎共訳 白水社 1939
  - 英国史　水野・小林正訳 新潮文庫（上下） 復刊1993
- 生活術 隅田久尾訳 伊藤書店 1940
- フランス敗れたり 高野弥一郎訳 大観堂 1940
  - 新装版 フランス敗れたり ウェッジ 2005
- 軍医オグレィディの話 柳沢恭雄訳 万里閣 1940
- 新しき大戦 1939年大戦の原因 山内義雄訳 白水社 1940
- デブと針金 楠山正雄訳 第一書房 1941 
  - デブの国とノッポの国 小林正訳 世界少年少女文学全集 創元社 1955
  - デブの国・ノッポの国 那須辰造文（再話） 世界のどうわ 偕成社 1965
  - デブの国とヤセの国 榊原晃三訳 旺文社 1971 (旺文社ジュニア図書館)
  - デブの国ノッポの国 辻昶訳 子どものための世界名作文学 集英社 1979
- フランスは遂に敗けた 新村猛訳述 博聞堂 1941
- エドワァド七世とその時代 岡田真吉訳 白水社 1941
- 指導者の生涯 桜木康雄訳 伊藤書店 1941
- アメリカ紀行 島田正一訳 大洋書房 1941
- 伝記の諸様相 朝倉季雄訳 実業之日本社 1941 (伝記文学選集)
- 知と愛の生活 永井直二訳 昭森社 1941
- 私の生活技術 内藤濯訳 白水社 1941　のち新潮文庫
- フランス戦線 高野弥一郎訳 大観堂書店 1941
- 詩人と予言者 岩倉具栄・金子重隆・大槻憲二共訳 岡倉書房 1941
- ディッケンズ 寺島勧訳 新生堂 1941
- ディケンズの芸術 岩崎良三訳 今日の問題社 1941
- ツルゲーネフ伝 小林竜雄訳 実業之日本社 (伝記文学全集) 1941
- ツルゲーネフ伝 大塚幸男訳 河出書房 1941
- ベルナール・ケネー 進藤誠一訳 白水社 1941
- ブランブル大佐の沈黙 新田潤訳 通文閣 1941
- 読心器 川本茂雄訳 大観堂 1941
- 夢に生きる人々 大野俊一訳 白水社 1941
- リヨテ元帥伝 浅野晃・浅見篤共訳 白水社 1942
- アラベスク 平野威馬雄訳 昭森社 1942

※戦後から今日までも訳書は100冊以上刊行された、以下は主な作品書目
- 現代英国君主制 長寿吉訳 矢代書店 1946
- 愛の哲学 小林正訳 穂高書房 1946
- ヴォルテール 生島遼一訳 創元社「百花文庫」 1946
- イギリスの君主制 村上菊一郎訳 時事通信社 1946
- アメリカの三つの亡霊 平野威馬雄訳 牧書房 1947
- アメリカ史 アメリカの奇蹟 鈴木福一・杉浦正一・別技達夫共訳 近代文化社 1949
  - アメリカ史 新潮文庫（上下） 復刊1994
- 文学研究 Ⅰ・Ⅱ 片山敏彦訳 新潮社 1951 のち文庫
- 恋愛の七つの顔 河盛好蔵訳 新潮社 1951 のち文庫
- 宿命の血 新庄嘉章・桜井成夫共訳 新潮社 1952
- マルセル・プルーストを求めて 井上究一郎・平井啓之共訳 各（上下）新潮社 1952 新潮文庫 1955、筑摩叢書（全1巻）1972
- フランス史 平岡昇・三宅徳嘉・中村真一郎・山上正太郎訳 新潮社（上下） 1952-53　のち文庫 復刊1994
- 幸福な結婚 河盛好蔵訳 新潮社「一時間文庫」 1954 のち文庫
  - 幸福な結婚 河盛好蔵訳　二見書房 1971（アンドレ・モーロワ人生論集4）
- ジョルジュ・サンド 河盛好蔵・島田昌治訳 現代世界文学全集 新潮社 1954
- 仮装舞踏会 山口年臣訳 三笠書房 1954
- ディケンズ論 横田国男訳 弥生書房 1957
- フランスとフランス人 松尾邦之助訳 岩波新書 1957
- フレミングの生涯 新庄嘉章・平岡篤頼訳 新潮社 1959
- パリの女 朝吹登水子訳 紀伊国屋書店 1959
- ディズレーリ伝 安東次男訳 東京創元社 1960
- ヴィクトール・ユゴー 詩と愛と革命 辻昶・横山正二訳 新潮社 1961（上下）、新版（全1巻）1972
- 読書案内 文学のたのしみ 渡辺明正訳 紀伊国屋書店 1961
- 生活の知恵 小倉多加志訳 南雲堂 1964
- アラン 佐貫健訳 みすず書房 1964、復刊1979ほか
- 読書論（正続） 谷長茂訳 駿河台出版社 1967-69
- 初めに行動があった 大塚幸男訳 岩波新書 1967
- バイロン伝 大野俊一訳 角川文庫 1968
- 青年と人生を語ろう 谷長茂訳 二見書房 1968、のち モーロワ人生論集5
- 愛に生きるとき 未知の女性への手紙 谷長茂訳 二見書房 1968
- 現代の教養 中島昭和訳 角川文庫 1968
- 読心機 北村良三訳 早川書房 1969 のち講談社文庫
- 現代を考える 谷長茂・高橋治男訳 二見書房 1970
- わたしの人生行路 青年篇・壮年篇・完結篇 谷長茂訳 二見書房 1970-71 (アンドレモーロワ人生論集1・2・3)
- 現代フランス作家論 プルーストからカミュまで 谷長茂ほか訳 駿河台出版社 1970
- わがままいっぱいの国 榊原晃三訳 旺文社 1971 (旺文社ジュニア図書館)
- 幻想論 三輪秀彦訳 新潮選書 1971
- アレクサンドル・デュマ 菊池映二訳 筑摩書房 1971
- 女の愛について 長島良三訳 読売新聞社 1975、第三文明社 1996
- 恋する女たち 長島良三訳 読売新聞社 1976
- 私の生活技術 中山真彦訳 講談社 1978
  - 人生をよりよく生きる技術 講談社学術文庫 1990
- 鏡の前のフェンシング 生者たちの対話　河盛好蔵・円子千代訳 彌生書房 1984
- ドイツ史　桐村泰次訳 論創社 2013